# Ibon Ruiz
Ibon Ruiz Sedano (Vitoria, 30 gennaio 1999) è un ciclista su strada spagnolo di origine basca che corre per il team Equipo Kern Pharma; è professionista dal 2020.

## Palmarès

### Strada
- 2018 (Lizarte, una vittoria)

3ª tappa Vuelta a Zamora (Villardeciervos > Hermoso Campo)
- 2019 (Lizarte, una vittoria)

Memorial Txuma

#### Altri successi
- 2018 (Lizarte)

Laudio Saria
- 2019 (Lizarte)

Classifica generale Bizkaia Saria
- 2021 (Equipo Kern Pharma)

Classifica scalatori Volta a la Comunitat Valenciana
- 2024 (Equipo Kern Pharma)

Classifica scalatori Vuelta a Asturias

## Piazzamenti

### Grandi Giri
- Vuelta a España

2024: 101º

### Classiche monumento
- Liegi-Bastogne-Liegi

2022: 101º
2023: ritirato
2024: 89º